# بن علي بوقرط
بن علي بوقرط مناضل سياسي وثوري وشيوعي وقومي جزائري شوفيني من مواليد 09 فبراير 1904 بمدينة سيدي امحمد بن علي ولاية غليزان، شغل منصب أمين عام الحزب الشيوعي الجزائري في الحقبة الاستعمارية. وتوفي عام 1983، طالب بمدرسة الشرق بموسكو عام 1942. وناشط شيوعي ثم قومي وسياسي جزائري.

## سيرته
كان بن علي بوكرت الابن الأكبر لعائلة مكونة من عشرة أطفال. وكان الأب يدير محل بقالة. حيث أرسل ابنه إلى المدرسة الابتدائية الفرنسية بالمازونة. وقد حصل الشاب بن علي بوكرت على شهادة الدراسات الابتدائية سنة 1920، وحصل على منحة للالتحاق بالتعليم الابتدائي العالي، وتابع كطالب خارجي يعيش في حالة سيئة للغاية الدورات في مدرسة ديسيو بتلمسان إلى أن دخل الشهادة والامتحان التنافسي المدرسة التي تم قبوله فيها.
وكان بن علي بوكرت يعمل في أمانة الجماعة المختلطة بقريته سيدي امحمد بن علي (التي كانت تسمى سابقا رينو)

## تعليمه
تلقى بن علي بوقرط بالمدرسة الإبتدائية الفرنسية بمدينة مازونة وتحصل على شهادة الإبتدائي عام 1920. وتحصل على منحة المدرسة العليا بتلمسان

## نضاله
عمل بن علي بوقرط بالبلدية المختلطة رنو سيدي امحمد بن علي حاليا وكان على اتصال مع الصحافة التابعة لحركة الشباب الجزائري وصحافة النضال الاجتماعي وكان يرسل مقالات باسم مستعار le jeune rouge ونظرا لأفكاره تم إقصاؤه من عمل وأدى الخدمة العسكرية 1925-1927.
هاجر لفرنسا وسرعات ما إلتحق بالنقابات وكذلك تم إختياره وتفويضه إلى المؤتمر الثاني للرابطة المناهضة للإمبريالية المنعقد بفرانكفورت ويعد المندوب الوحيد من شمال إفريقيا، وتدخل بإدانة النظام الاستعماري للجزائر.
استدعت اللجنة الاستعمارية للحزب الشيوعي بن علي بوقرط إلى باريس حيث عمل بعد ذلك بالتعاون مع السيد معروف. يهتم بمحو الأمية لدى عمال شمال إفريقيا في البلديات الشيوعية لمنطقة باريس ويشارك في إطلاق CGTU لصحيفة الأمل (الأمل) التي ستظهر بطريقة ما حتى عام 1932 والتي تحاول منافسة El Ouma.
في عام 1932، تم إرساله إلى المدرسة الشرقية في موسكو، والتي غادرها في أبريل 1934 دون إكمال تدريبه الإضافي. في ذلك التاريخ، انعقد مؤتمر إعادة تنظيم المنطقة الشيوعية الجزائرية الذي انعقد في القبة القديمة وخطط لتحويل المنطقة إلى حزب جزائري، بحضور
أندريه فيرات الذي كان على رأس لجنة الاستعمار، عينته في أمانة المنطقة وتركته وراءه. المنظم المؤسف للحزب الوطني الثوري سيد أحمد بلعربي المعروف باسم بوعلام.
بن علي بوقرط هو المسؤول عن كتابة وإدارة صحيفة La Lutte Social التي كانت بحاجة إلى إعادة إحيائها، في سبتمبر أو أكتوبر 1934، تم اعتقاله وسجنه في سجن بربروس (سركاجي) في الجزائر العاصمة. يعاني من أزمة مرض السل، وضع أخيرًا في فبراير 1935 تحت الإقامة الجبرية تحت «مراقبة خاصة» في بني عباس لأنه سلم نفسه، وفقًا لمرسوم صادر عن الحكومة العامة للجزائر العاصمة «لأعمال عدائية ضد سيادة فرنسا في شكل دعاية تهدف إلى استقلال الجزائر»(مرسوم 25 يناير 1935). نُقلت مقالات عن الكفاح الاجتماعي ونصوص دعائية مثل كتيب شعب الجزائر الذي أعده بارتيل المبعوث الجديد للحزب الفرنسي في الجزائر، والموقع بالاسم المستعار المندي، إلى الجزائر العاصمة من خلال وسيط التاجر اليهودي، المتعاطف مع الشيوعية، عمار ماير الذي كان لديه متاجر في بني عباس وبشار.
قدم الحزب الشيوعي ترشيح بن علي بوقرط في الانتخابات التشريعية في مايو 1936، وحصل على الإفراج عنه بالتفاوض على انسحابه في الجولة الثانية لصالح مرشح الاتحاد الاشتراكي فيوري، الذي كان له اسم اشتراكي فقط. كان بن علي بوقرط لا يزال مرشحًا شيوعيًا في انتخابات الكانتونات والبلدية، لكن انتخابه أُلغي.
عاد إلى سكرتارية المنطقة الشيوعية؛ في أكتوبر / تشرين الأول، في مؤتمر تحويل المنطقة إلى الحزب الشيوعي الجزائري، أصبح السكرتير الأول لمحكمة التحكيم الدائمة. أعيد انتخابه في المؤتمر الثاني للحزب الشيوعي الجزائري في ديسمبر 1937 وظل كذلك حتى 1939-1940. عُهد بمنصب السكرتير الأول إلى جزائري شارك في المؤتمر الإسلامي الموازي للجبهة الشعبية.

## الحرب العالمية الثانية
أعلن أنه قطع جميع العلاقات مع الشيوعية. في رسالة نشرتها الصحافة وشجب الاتفاق الألماني السوفيتي وعضويته في الحزب الشيوعي.
عمل جامع عربات الترام في الجزائر العاصمة وانخرط في حزب الشعب الجزائري (PPA)، وهو حزب غير مرخص له من مصالي الحاج ويتعاون مع أعضائه السري L’Action algérienne؛ تم القبض عليه لفترة في عام 1945 مثل العديد من المسؤولين في PPA-MTLD.

## بعد الحرب العالمية الثانية
انتقل إلى حزب فرحات عباس، اتحاد البيان الجزائري (UDMA) في 1946-1947، ويعود بعد عام 1947
لحركة انتصار الحريات الديمقراطية (MTLD) حتى عام 1954.

## الثورة
اعتقل بن علي بوقرط عام 1957 من قبل القبعات الحمر الفرنسية، وأفرج عنه في العام نفسه، وذهب إلى المنفى في فرنسا حيث عمل مع MNA، الحزب الجديد لأتباع مصالي الحاج، حتى عام 1962.

## بعد الاستقلال
في عام 1968، كتب مذكراته المشوشة إلى حد ما والتي استجوب فيها قادة الحزب الشيوعي وكذلك الأحزاب السياسية الأخرى (PPA-MTLD وUDMA) التي ينتمي إليها. ستنشر هذه السيرة الذاتية المبررة.

## وفاته
توفي بن علي بوقرط عام 1983م.

## أعماله
1. Le souffle de dahra